# Jayanagar (Rautahat)
Jayanagar – gaun wikas samiti w środkowej części Nepalu  w strefie Narajani w dystrykcie Rautahat. Według nepalskiego spisu powszechnego z 2001 roku liczył on 661 gospodarstw domowych i 4440 mieszkańców (2138 kobiet i 2302 mężczyzn).